# Жан-Марк Босман
Жан-Марк Бо̀сман (на френски: Jean-Marc Bosman) е белгийски футболист, станал известен с това, че през 1995 г. успява да спечели дела срещу своя отбор РФК Лиеж, Белгийския футболен съюз и УЕФА, които водят до промяната на основни правила в транферната политика. През 1990 г. договорът на Босман с РФК Лиеж изтича, а той не приема ново предложение, според което ще получава четворно по-ниска заплата от 30000 белгийски франка (около 750 евро). Футболистът постига договорка с втородивизионния френски ЮСЛ Дюнкерк, но РФК Лиеж поставя завишена трансерна сума – почти 12 милиона белгийски франка (почти 300000 евро), в резултат на което трансферът пропада. На 15 декември 1995 г. Европейският съд стига до заключението, че професионалните футболисти в Европа са „работници“ по смисъла на член 39 на Договора от Рим и съответно могат да бъдат облагодетелствани от правото на свободно придвижване на работна сила в Европейския съюз. В резултат на това Европейският съд забранява на отборите да поставят трансферна цена на свои футболисти с изтекъл договор, в случаите, когато те имат желание да преминат от отбор от страна членка на ЕС в друг отбор от страна членка на ЕС (тази забрана, или по-скоро правото на играчите свободно да сменят отбора си след изтичане на договора, добива популярност като Правилото Босман). В допълнение е забранено и важащото в някои държави от ЕС ограничение за броя на чуждестранните футболисти (що се отнася до играчи от страни членки на ЕС). Девет години след края на процеса Босман получава обезщетение в размер на 780000 евро заради принудителното приключване на кариерата му.